# Adesmia volckmannii
Adesmia volckmannii är en ärtväxtart som beskrevs av Rodolfo Amando Philippi. Adesmia volckmannii ingår i släktet Adesmia och familjen ärtväxter. Inga underarter finns listade i Catalogue of Life.